# Cornelius Chitsulo
Cornelius Chitsulo SMM (* 19. Dezember 1909 in Mua, Njassaland; † 28. Februar 1984 in Dedza) war Bischof von Dedza im heutigen Malawi.

## Leben
Cornelius Chitsulo empfing am 5. September 1937 das Sakrament der Priesterweihe.
Am 9. November 1956 ernannte ihn Papst Pius XII. zum Titularbischof von Bonitza und bestellte ihn zum ersten Apostolischen Vikar von Dedza. Der Apostolische Vikar von Likuni, Joseph Fady MAfr, spendete ihm am 11. Mai 1957 die Bischofsweihe; Mitkonsekratoren waren der emeritierte Apostolische Vikar von Zomba, Lawrence Pullen Hardman SMM, und der emeritierte Apostolische Vikar von Shiré, John Baptist Hubert Theunissen SMM.
Am 25. April 1959 wurde Cornelius Chitsulo infolge der Erhebung des Apostolischen Vikariates Dedza zum Bistum der erste Bischof von Dedza.
Cornelius Chitsulo nahm an der ersten, zweiten und dritten Sitzungsperiode des Zweiten Vatikanischen Konzils teil.